# Carbón
Carbón är en ort i Mexiko.   Den ligger i kommunen Santa María Tlahuitoltepec och delstaten Oaxaca, i den sydöstra delen av landet, 400 km sydost om huvudstaden Mexico City. Carbón ligger 1 848 meter över havet och antalet invånare är 110.
Terrängen runt Carbón är bergig åt nordost, men åt sydväst är den kuperad. Terrängen runt Carbón sluttar västerut. Runt Carbón är det ganska tätbefolkat, med 62 invånare per kvadratkilometer. Närmaste större samhälle är Tamazulápam del Espíritu Santo, 6,5 km söder om Carbón. I omgivningarna runt Carbón växer i huvudsak blandskog.